# Grey Daze
I Grey Daze sono un gruppo musicale grunge/rock alternativo formatosi nel 1993 a Phoenix.

## Storia del gruppo

### Anni novanta
Il gruppo venne fondato nel 1993 da Chester Bennington e Sean Dowdell in seguito allo scioglimento del precedente gruppo Sean Dowdell and His Friends?. Al gruppo si aggiunsero anche Jason Barnes e Jonathan Krause, rispettivamente nei ruoli di chitarrista e bassista. Successivamente Barnes lasciò il gruppo e venne sostituito da Bobby Benish.
Nel 1994 pubblicarono il primo album in studio Wake Me, promosso durante alcuni concerti tenuti nello stesso periodo. L'anno seguente Krause lasciò il gruppo e fu sostituito da Mace Beyers. Con il nuovo arrivato, nel 1997 i Grey Daze pubblicarono il secondo album ...No Sun Today.
L'anno successivo nacquero alcuni diverbi tra Dowdell e Bennington, concludendosi con l'abbandono da parte di quest'ultimo e di Beyers. Successivamente Bennington venne contattato da Jeff Blue per entrare negli Xero (i futuri Linkin Park) mentre Beyers continuò a partecipare con vari gruppi, registrando diversi album. Rimpiazzati Bennington e Beyers rispettivamente con Jodi Wendt e Dave Sardegna, il gruppo proseguì l'attività musicale, mantenendo il nome Grey Daze per circa sei mesi, per poi modificarlo in Waterface; dopo ulteriori cambi di formazione, pubblicarono nel 2000 l'album Seven Days e si sciolsero l'anno successivo.

### Tentate reunion
Il 7 settembre 2002 Chester Bennington tentò di riunire i Grey Daze in onore del chitarrista Bobby Benish, affetto da un tumore al cervello in seguito ad un incidente stradale, ma il progetto venne annullato a causa degli impegni di Bennington con i Linkin Park per le registrazioni di Meteora. Sfortunatamente Benish morì nell'ottobre del 2004.
Il 26 giugno 2017 il gruppo ha annunciato il proprio ritorno con la formazione originale, rivelando che si sarebbe esibito il 23 settembre presso il The Marquee di Tempe. L'evento è stato tuttavia annullato a causa del suicidio di Bennington, avvenuto il 20 luglio dello stesso anno. Per omaggiare la memoria del cantante, il 2 settembre dello stesso anno Beyers e Dowdell hanno tenuto un concerto speciale a Las Vegas insieme a Ryan Shuck e Amir Derakh dei Dead by Sunrise, altro gruppo in cui militò Bennington.

### Amends
Agli inizi del 2019 i Grey Daze, composti da Dowdell, Beyers e dal chitarrista Cristin Davis, sono entrati in studio di registrazione per incidere nuovamente alcuni brani dei due album insieme a vari collaboratori, come Brian "Head" Welch e James "Munky" Shaffer dei Korn, Chris Traynor dei Bush e Jaime Bennington, figlio di Chester. Nel mese di giugno dello stesso anno sono stati coinvolti anche LP, Brennen Dowdell e Draven Sebastian Bennington come ospiti speciali per alcuni brani.
Il 16 gennaio 2020 il gruppo ha presentato il primo singolo tratto dal disco, What's in the Eye, accompagnato nel medesimo giorno dal relativo video musicale, mentre il successivo 6 febbraio è stata la volta del secondo singolo Sickness, anch'esso promosso da un videoclip. Parallelamente all'uscita di Sickness i Grey Daze hanno annunciato i vari dettagli dell'album, intitolato Amends e pubblicato il 26 giugno. Come ulteriore anticipazione, il gruppo ha reso disponibili anche i singoli Sometimes, Soul Song e B12, usciti tra aprile e giugno.
Nel mese di ottobre i Grey Daze sono tornati in studio di registrazione insieme al produttore Billy Bush al fine di rivisitare in chiave acustica alcuni brani di Amends. Il risultato di tali sessioni è stato l'EP Amends...Stripped, uscito il 29 gennaio 2021 e anticipato l'11 dicembre dal singolo Shouting Out (Stripped).

### The Phoenix
Il 15 aprile 2022 i Grey Daze hanno annunciato l'album The Phoenix e reso disponibile il primo singolo Saturation (Strange Love) nello stesso giorno. Pubblicato il 17 giugno, il disco è stato prodotto da Esjay Jones (con la quale il trio aveva collaborato in alcuni brani di Amends) e presenta nuove versioni arrangiate dei rimanenti brani tratti da Wake Me e ...No Sun Today, alcuni dei quali realizzati insieme a Dave Navarro, Richard Patrick e le figlie di Bennington, Lily e Lila.
Agli inizi del 2023 hanno ripubblicato i primi due album in studio in edizione limitata su CD e LP attraverso una collaborazione con la rivista Revolver. Intorno allo stesso periodo hanno annunciato il primo concerto a distanza di oltre vent'anni, che ha avuto luogo a Phoenix il 6 maggio in occasione dell'annuale U Fest.

## Formazione
Attuale
- Sean Dowdell – batteria, cori (1993-2001, 2017, 2019-presente)
- Cristin Davis – chitarra (2019-presente)
- Cris Hodges – voce (2023-presente)
- Kenny Bulka – chitarra (2024-presente)
- Evan Nichols – basso (2024-presente)

Ex componenti
- Steve Mitchell – chitarra (1993-1994)
- Jonathan Krause – basso (1993-1995)
- Bobby Benish – chitarra (1994-2001)
- Jodi Wendt – voce (1998-2001)
- Dave Sardegna – basso (1998-2001)
- Jason Barnes – chitarra (1994-1995, 2017)
- Chester Bennington – voce (1993-1998, 2017)
- Mace Beyers – basso (1995-1998, 2017, 2019-2024)

## Discografia

### Album in studio
- 1994 – Wake Me
- 1997 – ...No Sun Today

### Album di remix
- 2020 – Amends
- 2022 – The Phoenix

### EP
- 2021 – Amends...Stripped

### Singoli
- 2020 – What's in the Eye
- 2020 – Sickness
- 2020 – Sometimes
- 2020 – Soul Song
- 2020 – B12
- 2020 – Shouting Out (Stripped)
- 2021 – Anything, Anything
- 2022 – Saturation (Strange Love)
- 2022 – Starting to Fly
- 2025 – Fake Little Lies
- 2025 – Still Screaming